# Ōta Suketoshi
Ōta Suketoshi est un nom japonais traditionnel ; le nom de famille (ou le nom d'école), Ōta , précède donc le prénom (ou le nom d'artiste).
Ōta Suketoshi (太田 資俊) (1720 - 12 janvier 1764) est un daimyō du milieu de l'époque d'Edo de l'histoire du Japon. Son titre de courtoisie est Settsu-no-kami.

## Biographie
Ōta Suketoshi est le fils d'Ōta Sukeharu, daimyō du domaine de Tatebayashi dans la province de Kōzuke. Il hérite de la position de chef du clan Ōta à la mort de son père en 1734, mais n'est pas confirmé dans la fonction de daimyō du domaine de Tatebayashi avant 1740. Il intègre l'administration du shogunat Tokugawa en tant que sōshaban (maître de cérémonies). Le 25 septembre 1746 il est affecté au domaine de Kakegawa dans la province de Tōtōmi, (moderne préfecture de Shizuoka) en remplacement d'Ogasawara Nagayuki. Il est ensuite nommé à la fonction de jisha-bugyō. Il meurt à Kakegawa le 12 janvier 1716, laissant le domaine à son fils, Ōta Sukeyoshi. Sa tombe se trouve au Myōhokke-ji, temple du clan Ōta situé à Mishima, dans la préfecture de Shizuoka.
Ōta Suketoshi est marié à une fille adoptée d'Itakura Shigeharu, daimyō du domaine d'Ise-Kameyama.

## Source de la traduction
- (en) Cet article est partiellement ou en totalité issu de l’article de Wikipédia en anglais intitulé « Ōta Suketoshi » (voir la liste des auteurs).